# 宝山鋼鉄
宝山鋼鉄股份有限公司（ほうざんこうてつ こぶんゆうげんこうし）は、中華人民共和国（中国）上海市に拠点を置く鉄鋼メーカー。宝鋼集団（旧・上海宝鋼集団）傘下で、中国の大手鉄鋼メーカーである。略称は宝鋼股份（ほうこうこぶん、中国語: 宝钢股份）。1977年11月に新日鉄会長稲山嘉寛が訪中した際に副主席李先念から建設協力要請で建設された宝山鋼鉄（集団）公司が前身。

## 概要
新日鉄の支援を受けて創業されたのちに操業指導のために、日本での中国人研修生の受け入れや現地への日本人技術者派遣などを行われてきた。国有持株会社である宝鋼集団の子会社にあたる。2000年2月に設立されているが、「宝山鋼鉄」という会社名は親会社の旧社名（「宝山鋼鉄（集団）公司」、1993年から1998年まで使用）でもある。設立直後の同年12月より、上海証券取引所に株式を上場している。生産拠点の製鉄所は上海市宝山区に位置し、高炉・転炉・電気炉等を擁する。宝鋼股份によれば年間の粗鋼生産量は約2386万トン（2009年）で、炭素鋼の製品（鋼板・鋼管・線材等）やステンレス鋼板、特殊鋼といった鉄鋼製品を生産する。
子会社には、南京市近郊の鉄鋼メーカー・上海梅山鋼鉄股份有限公司（中国語: 上海梅山钢铁股份有限公司）や、新日本製鐵（新日鉄）およびアルセロールミタルと共同で設立した鋼板メーカー・宝鋼新日鉄自動車鋼板有限公司（中国語: 宝钢新日铁汽车板有限公司）、日新製鋼と共同で設立した鋼板メーカー・寧波宝新不銹鋼有限公司（中国語: 宁波宝新不锈钢有限公司）などがある。

## 年表
- 1977年
  - 11月 - 新日鉄会長長稲山嘉寛が訪中した際に副主席李先念が新日鉄への建設協力要請[1]。
  - 12月 - 上海宝山鋼鉄総廠（中国語: 上海宝山钢铁总厂）として設立[3]。
- 1978年 - 副総理鄧小平が新日本製鐵（現・日本製鉄）君津製鉄所を視察[1]。
- 1985年9月 - 製鉄所の1号高炉に火入れ[3]。
- 1991年6月 - 2号高炉に火入れ[3]。
- 1993年7月 - 上海宝山鋼鉄総廠から宝山鋼鉄（集団）公司（中国語: 宝山钢铁（集团）公司）に社名変更[3]。
- 1994年9月 - 3号高炉に火入れ[3]。
- 1998年11月 - 宝山鋼鉄と上海冶金控股（集団）公司（略称：上鋼）と上海梅山（集団）公司（略称：梅鋼）を合併し、上海宝鋼集団公司（中国語: 上海钢铁集团公司、現・宝鋼集団有限公司）に社名変更[3]。
- 2002年
  - 2月 - 宝山鋼鉄股份有限公司設立[3]。
  - 12月 - 上海証券取引所に株式を上場[3]。
- 2004年4月 - 宝鋼自動車鋼板有限公司を設立[3]。
- 2017年11月 - 新日鉄住金と宝武、友好協力40周年記念式典開催[1]。
- 2021年10月15日 - 日本製鉄から特許侵害で提訴されたが、裁判で争う方針を明らかにした[4]。

## 映像
- BS1スペシャル「中国"改革開放"を支えた日本人」 (2019年6月25日放映)